# سامسونج جالكسي إيس بلاس
سامسونج جالكسي الإس بلس (بالإنجليزية: Samsung Galaxy Ace Plus)‏ هو هاتف ذكي من إلكترونيات سامسونج ضمن سلسلة سامسونج جالاكسي يعمل بنظام أندرويد، تم طرحه في الأسواق في 28 فبراير 2012.

## الخصائص
- نظام التشغيل: أندرويد
- الشاشة: إل سي دي
- الوزن: 115 غ (4.1 أونصة)
- المعالج: 1 جيجا هرتز
- الذاكرة: 512 ميجابايت
- التخزين: 3 جيجابايت